# An American Werewolf in London
An American Werewolf in London (1981) is een Amerikaanse-Britse horrorkomedie geschreven en geregisseerd door John Landis. De film bereikte een cultstatus en won zowel een Oscar als een Saturn Award voor beste grimage. Daarnaast kreeg hij een tweede Saturn Award voor beste horrorfilm.
Er verscheen in 1997 een vervolg genaamd An American Werewolf in Paris.

## Verhaal
David Kessler (David Naughton) en Jack Goodman (Griffin Dunne) zijn twee jonge Amerikaanse mannen die samen drie maanden door Europa willen reizen. De film begint in een verlaten landschap ergens in Yorkshire, Engeland, waar de trektocht hen tot dan toe gebracht heeft. Hun plezier in het rondzwerven wordt abrupt tot een einde gebracht, wanneer ze aangevallen worden door een wolf. Jack overleeft de aanval niet, terwijl David gewond raakt.
David wordt opgenomen in een ziekenhuis in Londen. Terwijl hij hier geneest van zijn verwondingen lijdt hij aan hallucinaties: zijn dode vriend Jack komt hem geregeld bezoeken en vertelt hem dat ze niet werden aangevallen door een gewone wolf, maar door een weerwolf. Hij vertelt hem verder dat David zelf in een weerwolf zal veranderen bij de eerstvolgende volle maan en dan op zijn beurt andere mensen zal aanvallen en doden. Erger nog, alle slachtoffers die hij hierbij zal maken, zullen vast komen te zitten tussen het aardse en het hiernamaals totdat de laatste weerwolf dood zal zijn. Jack is een van die "ondoden" en David is de laatste weerwolf. Jack stelt voor aan David om zelfmoord te plegen voor zijn eigen bestwil en omwille van Jack, al de "ondoden" en de vele mogelijke slachtoffers.
David weigert om deze hallucinaties te geloven. Wanneer het echter volle maan is transformeert David inderdaad in een weerwolf. Deze transformatiescène is medeverantwoordelijk voor de cultstatus die de film verkregen heeft en vormt een mijlpaal in de filmgeschiedenis betreffende special effects.
Wanneer David weer transformeert naar zijn menselijke gedaante, komt hij tot het besef dat zijn vermeende hallucinaties toch de werkelijkheid vormden en dat Jacks voorspelling is uitgekomen: David heeft in de vorm van weerwolf verschillende mensen vermoord in de straten van Londen. Hij ziet geen andere oplossing dan zelfmoord te plegen, doch voordat hij dit kan doen wordt hij neergeschoten door de politie, die op zoek was naar een maniakale moordenaar.

## Rolverdeling
| Acteur         | Personage                  |
| -------------- | -------------------------- |
| David Naughton | David Kessler              |
| Griffin Dunne  | Jack Goodman               |
| Jenny Agutter  | verpleegkundige Alex Price |
| John Woodvine  | dokter Hirsch              |